# Nocturne (musique)
Pour les articles homonymes, voir Nocturne.

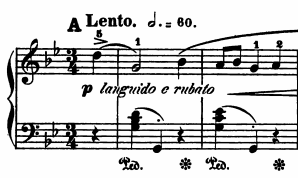
Nocturne no 3 de Frédéric Chopin, 1881.

Un nocturne — étymologiquement, une « musique pour la nuit » — est une forme musicale classique, reposant sur un mouvement lent, une expression pathétique, divers ornements mélodiques et une partie centrale accélérée. C'est l'une des expressions typiques du romantisme musical.

## Caractéristiques
Le nocturne se présente comme une pièce confidentielle de courte durée, que le compositeur irlandais John Field (1782-1837) fut l'un des premiers à cultiver à partir de 1814. Plongé dans le climat de la nuit, ambiance privilégiée par les romantiques, il est souvent de structure ABA, avec une mélodie très souple et ornementée, accompagnée par une main gauche aux arpèges ondulants. Le tempo est généralement lent, et la partie centrale souvent plus agitée.

## Compositeurs notables
Frédéric Chopin a fixé la forme la plus célèbre des nocturnes. Il en a écrit 21, de 1827 à 1846.  D'abord publiés par séries de trois (opus 9 et 15), ils sont par la suite groupés par paires (opus 27, 32, 37, 48, 55, 62).
Gabriel Fauré a composé 13 Nocturnes et Camille Saint-Saëns un Nocturne sur des motifs d’Hellé  (opéra d’Alphonse Duvernoy) (1897).
Erik Satie a écrit 5 nocturnes en 1919, et l'ébauche d'un sixième, qui a été complété par le musicologue Robert Orledge en 1994.
Lili Boulanger a écrit un nocturne pour violon ou flûte et piano composé en 1911.